# Young Americans for Freedom
Young Americans for Freedom (YAF, "Unga amerikaner för frihet") grundades som ett konservativt ungdomsförbund i USA 1960; av starkt minskad betydelse efter 1969.
YAF utpekade tidigt Barry Goldwater som sin man i Washington, D.C. och organiserade 1962 ett utsålt stormöte i Madison Square Garden med Goldwater som huvudtalare. Barry Goldwaters förlust emot Lyndon Johnson i presidentvalet 1964 var därför ett hårt slag emot organisationen tidiga entusiasm. Formellt sett var YAF partipolitiskt oberoende men engagerade i olika försök att vrida republikanska partiet högerut och få partiet att nominera tydligt konservativa kandidater. 
Young Americans for Freedom uttalade sitt stöd för Ronald Reagan vid de republikanska primärvalen 1968, 1972, 1976, 1980 och 1984. Stödet för Reagan 1972 kom trots att Ronald Reagan detta år gav sitt eget stöd till Richard Nixon. Förbundet var därtill starkt engagerat i Ronald Reagans guvernörskampanj 1966 och James Buckleys senatorskampanj 1970.
Ungdomsförbundet var inspirerat av den amerikanska nykonservatismen och var starkt antikommunistiskt. Under 1960-talet och tidigt 1970-tal fungerade YAF så som motpol till radikala strömningar vid amerikanska universitet och högskolor och blev kända för sitt stöd för USA:s inblandning i Vietnamkriget.
Vid YAF:s kongress 1969 i Saint Louis utbröt dock en tumultartad strid mellan konservativa och libertarianska fraktioner. Libertarianerna under ledning av Karl Hess och Murray Rothbard önskade förvandla YAF till en libertariansk organisation som skulle arbeta bl.a. för att USA skulle dra sig ur Vietnam. Det hela slutade med att en utresning av libertarianer ur YAF, men också att den tidigare expansiva och aktivisminriktade organisationen blev mer introvert.
YAF började krympa och minskade allt mer i betydelse under 1970- och 1980-talet i skuggan av ändlösa interna maktkonflikter och ekonomiska problem. 1986 var YAF utblottad och det mesta av organisationens dog ut. Idag är YAF snarast en obetydlig högersekt med en handfull avdelningar som mest lever vidare tack vare sitt namn och gamla rykte.